# Columbite
La columbite non è un minerale indipendente, ma il nome collettivo di un cristallo misto non specificato appartenente al gruppo della columbite-euxenite e da lì al gruppo della columbite; appartiene alla classe degli ossidi e la sua composizione chimica generale è (Fe2+,Mg,Mn2+)Nb2O6 e quindi, chimicamente parlando, un ossido di niobio con proporzioni variabili di ferro, magnesio e manganese.
I cristalli misti cristallizzano come i membri finali della serie nel sistema cristallino ortorombico. Questi sono riconosciuti dall'IMA come minerali indipendenti con la seguente composizione chimica:
- columbite-(Fe) (in passato chiamata ferrocolumbite): Fe2+Nb2O6
- columbite-(Mg) (in passato chiamata magnesiocolumbite): MgNb2O6
- columbite-(Mn) (in passato chiamata manganocolumbite): Mn2+Nb2O6

La serie della columbite forma anche una serie minerale isomorfa con la serie della tantalite ((Fe2+,Mg,Mn2+)Ta2O6), costituita da tre minerali differenti (tantalite-(Mn), tantalite-(Fe) e tantalite-(Mg)) ed è registrata presso l'Associazione Mineralogica Internazionale (IMA) come nome di gruppo.
I cristalli misti (e minerali) in questa serie sono noti come coltan e possono essere descritti con la formula chimica generale (Fe,Mg,Mn)(Nb,Ta)2O6.

## Etimologia e storia
Il deposito di columbite negli Stati Uniti è stato reso noto da un campione proveniente da Haddam, nel Connecticut, che si ritiene sia stato prelevato da John Winthrop il Giovane (1606-1676), il primo governatore della Colonia del Connecticut e un avido collezionista di minerali. Insieme ad altri 600 campioni, faceva parte di una donazione da parte del nipote con lo stesso nome (John Winthrop, 1681-1747) a Hans Sloane, presidente della Royal Society del Regno Unito, in occasione della sua ammissione come membro della Royal Society nel 1737.
Nel 1801, Charles Hatchett scoprì un nuovo elemento (niobio) in questo esemplare e lo chiamò columbium, in onore di Cristoforo Colombo, lo scopritore dell'America.
Fu solo nel 1844 che il chimico tedesco Heinrich Rose fu in grado di dimostrare che la columbite contiene due elementi, vale a dire il niobio e il tantalio.

## Classificazione
La columbite non esiste singolarmente, essendo un nome collettivo di più minerali. La sua classificazione secondo Nickel-Strunz è soggetta alla suddivisione in columbite-(Fe), columbite-(Mg) e columbite-(Mn) che appartengono tutte e tre alla classe "4. Ossidi (idrossidi, V[5,6] vanadati, arseniti, antimoniti, bismutiti, solfiti, seleniti, telluriti, iodati)" e da lì alla sottoclasse "4.D Metallo:Ossigeno = 1:2 e simili", che è ulteriormente suddivisa in base alla grandezza dei cationi coinvolti, in modo tra trovare le tre columbiti nel reparto "4.DB Con cationi di media dimensione; catene di ottaedri che condividono uno spigolo" dove insieme a qitianlingite, tantalite-(Fe), tantalite-(Mg) e tantalite-(Mn) forma il sistema 4.DB.35.

## Abito cristallino
La columbite cristallizza nel sistema ortorombico.

## Origine e giacitura
Le columbiti si trovano principalmente nelle rocce granitiche (pegmatiti) (particolarmente ricche quelle dell'Australia Occidentale e del Brasile). Secondariamente si concentra in depositi alluvionali da alterazione di pegmatiti.
In Italia il minerale è stato trovato in Lombardia (sopra la Val Saviore in provincia di Brescia, nei pressi di Colico (è stato trovato in piccoli cristallini di 1–2 mm) in provincia di Lecco, nella Val Bodengo, a Chiesa in Valmalenco e Novate Mezzola tutte in provincia di Sondrio), in Piemonte (a Craveggia, a Druogno, a Montescheno e a Trontano), in Sardegna (a Sarroch) e in Toscana (a Campo nell'Elba).
In Giappone è stata rinvenuta, tra gli altri, a Fukuoka, Itoshima e nel distretto di Tagawa (tutte nella prefettura di Fukuoka; a Ishikawa, Koriyama e Sukagawa (prefettura di Fukushima).
E ancora nei pressi di Bodenmais e Tirschenreuth (in Baviera) e Hagendorf (Alto Palatinato), nel circondario di Görlitz (in Sassonia) e nel circondario di Hildburghausen (in Turingia).
La columbite è stata anche rinvenuta in Finlandia, Norvegia, Madagascar e in a Ivigtut (Groenlandia), in una pegmatite di criolite, oltre che in molti altri siti sparsi per il mondo.

## Forma in cui si presenta in natura
Le columbiti hanno un colore prevalentemente brunastro, che assume una tinta bianco-grigiastra con un contenuto di ferro più elevato e una tinta nera con un contenuto di magnesio e manganese più alto.
La columbite Dura, ma fragile tende facilmente a sfaldarsi; è opaca con lucentezza submetallica, forma una polvere di colore dal rosso scuro al nero.